# Урусихара, Асако
Асако Урусихара (яп. 漆原 朝子 Урусихара Асако, род. 5 сентября 1966, Тиба) — японская скрипачка родом из префектуры Тиба, профессор токийского университета искусств. Старшая сестра Кеико Урусихара тоже скрипачка.

## Биография

#### До старшей школы
В возрасте 4 лет начала играть на скрипке, училась у Сабуро Суми. В 1977 году, учась в 5 классе муниципальной школы, заняла 3 место на японском музыкальном конкурсе среди учащихся начальной школы в Токио. Реико Ватанабэ, одноклассник Асако, занял на этом конкурсе первое место. В 1979 году, учась в первом классе средней школы города Нарасино, Асако занимает первое место на японском музыкальном конкурсе среди учащихся средней школы. В 1982 году переходит в школу при Токийском университете искусств, занимает 2 место на 51 японском музыкальном конкурсе(первое место занял Кё:ко Такезава). В 1983 году, во время обучения во втором классе старшей школы, заняла первое место на втором всемирном японском музыкальном конкурсе.

#### Университет и учеба за рубежом
В 1985 году поступает в Токийский университет искусств, учится у Йосио Унно. В 1986 году по программе обмена поступает в Джульярдскую школу, учится под руководством Дороти Делэйа(анг. Dorothy DeLay). Также в 1986 году Асако получает японскую премию Arion Award. В сентябре 1988 года дебютировала в симфоническом оркестре NHK. В том же году 11 октября в Нью-Йорке в «Kaufmann Concert Hall» Асако провела концерт с Дэвидом Коревааром в качестве аккомпаниатора. Среди представленных произведений были: Дьявольская трель(Джузепе Тартини), соната для скрипки в es-Moll(Рихард Штраус), соната для скрипки No.2 в G-Dur(Морис Равель), а также произведения Тосио Хосокава и Генриха Венявского. Выступление было высоко оценено газетой The New York Times. В 1989 году совместно Асако выступает на Марлборо с Рудольфом Сёркиным. В мае 1990 года оканчивает Джульярдскую Школу и получает поощрительную премию от JXTG.

#### После окончания университета
Работает с оркестрами всего в качестве солистки. В 1992 году, после удачного концерта в Вене, Асако начинает чаще выступать в Европе. В апреле 2004 года назначается доцентом кафедры музыкального факультета Токийского университета искусств. В апреле 2017 года становится профессором.

## Выступления
- Концерт для скрипки с оркестром Чайковского, концерт для скрипки с оркестром Мендельсона(26 июня 1991 года, королевский ливерпульский филармонический оркестр, дирижер Вернон Хэндли)[7].
- После сна(яп. 夢のあとに), французская хрестоматия современных скрипичных шедевров(апрель 1993 года, Токио, аккомпанемент: Герхард Геретслагер(нем. Gerhard Geretschläger))[8].
- Бартока и Яначека: сонаты для скрипки(25 мая 1994 года, аккомпанемент: Герхард Геретслагер)[9].
- Аве Мария(25 августа 1995 года, аккомпанемент: Барри Снайдер)[10].
- Иоганн Себастьян Бах: партиты для скрипки без аккомпанемента(22 мая 1996 года)[11].
- Хрестоматия произведений 20 века для скрипки(25 июня 1998 года, аккомпанемент: Гай Хань(кит. 韓伽耶))[12].
- Хрестоматия произведений венгерских композиторов 20 века для скрипки(ноябрь 2001 года, аккомпанемент: Барри Снайдер)[13].
- Роберт Шуман: коллекция сонат для скрипки(21 июня 2003 года, аккомпанемент: Барри Снайдер)[14].
  - Соната для скрипки No. 1(Роберт Шуман)
  - Соната для скрипки No. 2(Роберт Шуман)
  - Соната F-A-E(Роберт Шуман, Иоганнес Брамс, Альберт Дитрихом)
- Иоганнес Брамс: Коллекция сонат для скрипки(июнь 2005 года, аккомпанемент: Барри Снайдер)[15].
- Франц Шуберт: сборник произведений для скрипки(10 ноября 2010 года, аккомпанемент: Барри Снайдер)[16].
  - Сонаты для скрипки No. 1—3 (D. 574, D. 895, D.934)
  - Соната для скрипки в A-Dur (K. 306)
  - Фантазии для скрипки и фортепиано (op. 131)
  - Рондо для скрипки и фортепиано в b-Moll (D. 895)
  - Рондо для нескольких скрипок в A-Dur (D. 438)